# زات نايت

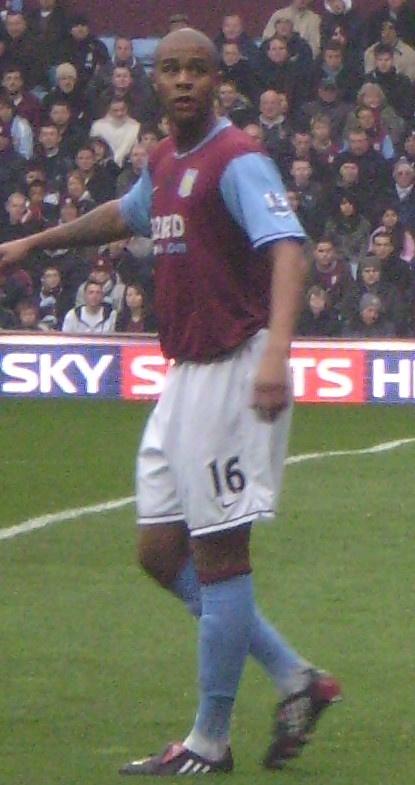
زات نايت

زاتياه نايت (بالإنجليزية: Zat Knight)، من مواليد 2 مايو 1980 في برمنغهام في إنجلترا، لاعب كرة قدم إنجليزي.
بدأ مسيرته الكروية مع نادي فولهام في عام 1999، وهو يلعب مع بولتون واندرز حاليا، وفي عام 2000 أعير إلى نادي بيتربوروغ يونايتد، ولعب معهم 8 مباريات.
و قد لعب مع منتخب إنجلترا لكرة القدم في عام 2005.و لعب بعدها بعامين مع نادي أستون فيلا 2007

## مسيرته الكروية
لعب زات نايت خلال مسيرته الاحترافية مع 6 أندية في تسعة عشر موسمًا وسجل خلالها 9 أهداف ضمن 372 مباراة. ولم يفز بأي موسم بالكأس أو بالدوري.
خاض زات نايت مسيرته مع نادي فولهام في موسم 1998–99 في المرة الأولى لمدة موسم واحد ثم في موسم 2000–01 ليلعب معه ثمانية مواسم، مشاركًا طوالها في 150 مباراة سجل خلالها 3 أهداف. ثم انتقل إلى نادي بيتربورو يونايتد في موسم 1999–00 لمدة موسم واحد، حيث شارك في 8 مباريات ولم يسجل أي هدف. لينتقل بعدها إلى نادي أستون فيلا في موسم 2007–08 ولمدة موسمين، مشاركًا في 40 مباراة سجل خلالها هدفين. ثم انتقل إلى نادي بولتون واندررز في موسم 2009–10 ليلعب معه خمسة مواسم، مشاركًا في 168 مباراة سجل خلالها 4 أهداف. هذا وانتقل لاحقًا إلى نادي كولورادو رابيدز ما بين عامي 2014 و2015 لمدة موسم واحد، مشاركًا في 4 مباريات ولم يسجل أي هدف. ثم انتقل بعدها إلى نادي ريدنغ في موسم 2014–15 لمدة موسم واحد، مشاركًا في مباراتين ولم يسجل أي هدف أيضًا.

## روابط خارجية
- زات نايت على موقع الدوري الأمريكي (الإنجليزية)
- زات نايت على موقع قاعدة بيانات كرة القدم.إي يو (الإنجليزية)
- زات نايت على موقع ليكيب (الفرنسية)
- زات نايت على موقع ناشيونال فوتبول تيمز (الإنجليزية)
- زات نايت على موقع Soccerbase.com (لاعب) (الإنجليزية)
- زات نايت على موقع Soccerway.com (الإنجليزية)
- زات نايت على موقع عالم كرة القدم.نت (الإنجليزية)
- زات نايت على موقع كووورة